# Rolls-Royce Wraith
O Rolls-Royce Wraith foi produzido pela Rolls-Royce em sua fábrica em Derby entre 1938 e 1939 e fornecido a encarroçadoras independentes como um chassi.
Wraith também é o nome de um cupê anunciado pela Rolls-Royce em 2013.
Wraith é uma antiga palavra escocesa que significa "fantasma" ou "espírito", dando continuidade à nova nomenclatura adotada pela Rolls-Royce (na época), usando palavras relacionadas a silencioso, gracioso, elegante, raramente visto e muito procurado por esses motivos. De fato, o nome Wraith originou-se de um carro de 40/50 cv (Silver Ghost) que foi batizado de "The Wraith" por seu proprietário original.

## Design do chassi

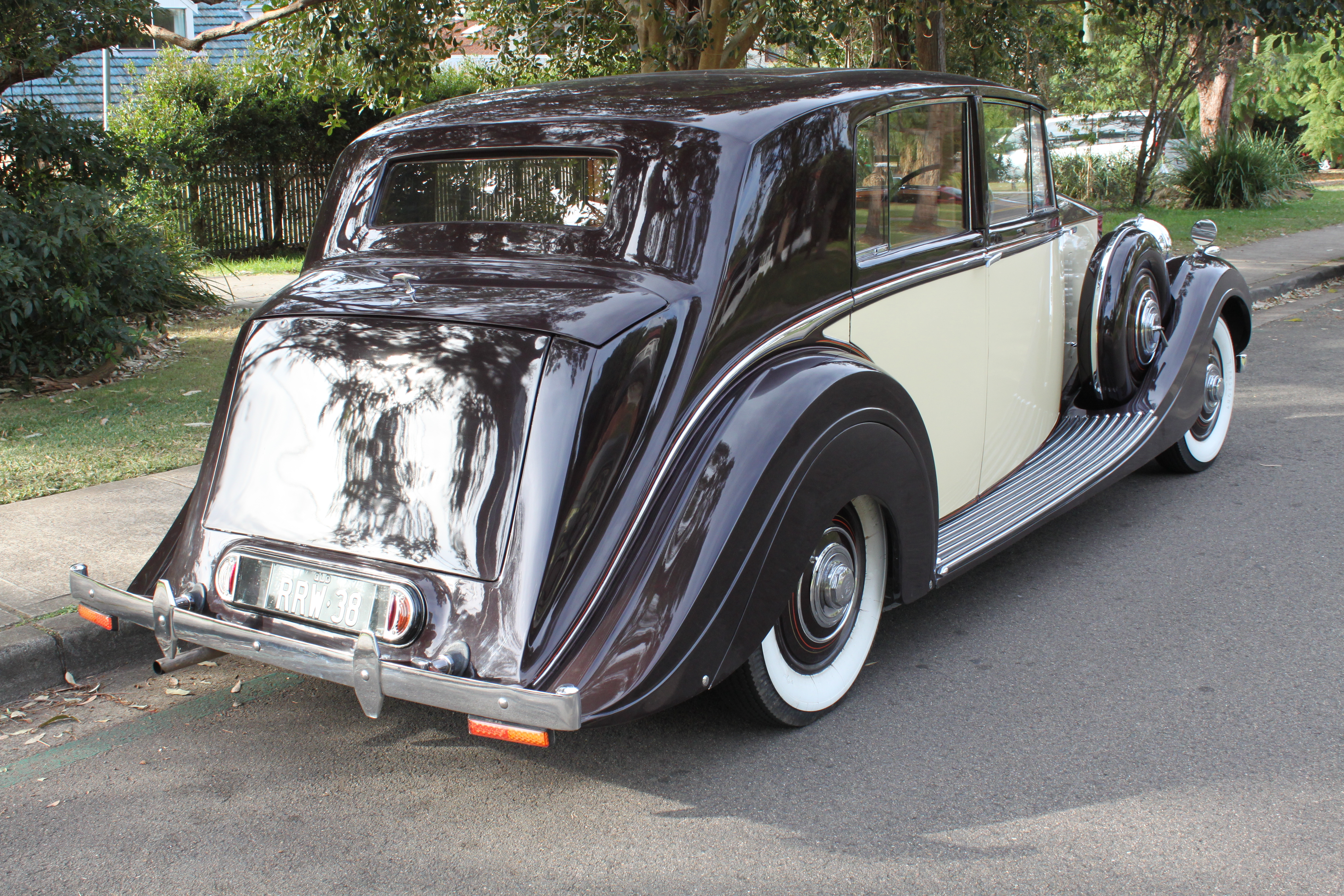
Rolls-Royce Wraith sedã 1938 (O sexagésimo oitavo Wraith produzido)

O motor de seis cilindros em linha, válvulas no cabeçote e 4.257 cc era baseado no do 25/30, mas apresentava um cabeçote de fluxo cruzado. A caixa de câmbio de quatro marchas tinha sincronizadores na segunda, terceira e quarta marchas e mantinha a tradicional troca de marchas à direita. Os motores posteriores foram usados como base para o Bentley MK V e o Corniche.
O Wraith apresentava uma suspensão dianteira independente com mola helicoidal baseada no Packard 120, mantendo molas de lâmina semielípticas no eixo traseiro. Os amortecedores hidráulicos dianteiros tinham sua taxa de amortecimento controlada por um regulador e, portanto, variavam com a velocidade do carro, tornando-o superior ao seu antecessor, o 25/30, e comparável ao Phantom III. O carro ainda era produzido sobre um chassi separado, mas agora soldado em vez da tradicional construção rebitada. Os freios a tambor eram assistidos por um servomecânico acionado pelo motor, patenteado pela Hispano-Suiza e fabricado pela Rolls-Royce sob licença. Rodas de arame de 17 polegadas de diâmetro foram instaladas, com os raios geralmente cobertos por discos removíveis. Um sistema de elevação hidráulica embutido foi instalado, operado por uma alavanca sob o assento do passageiro.

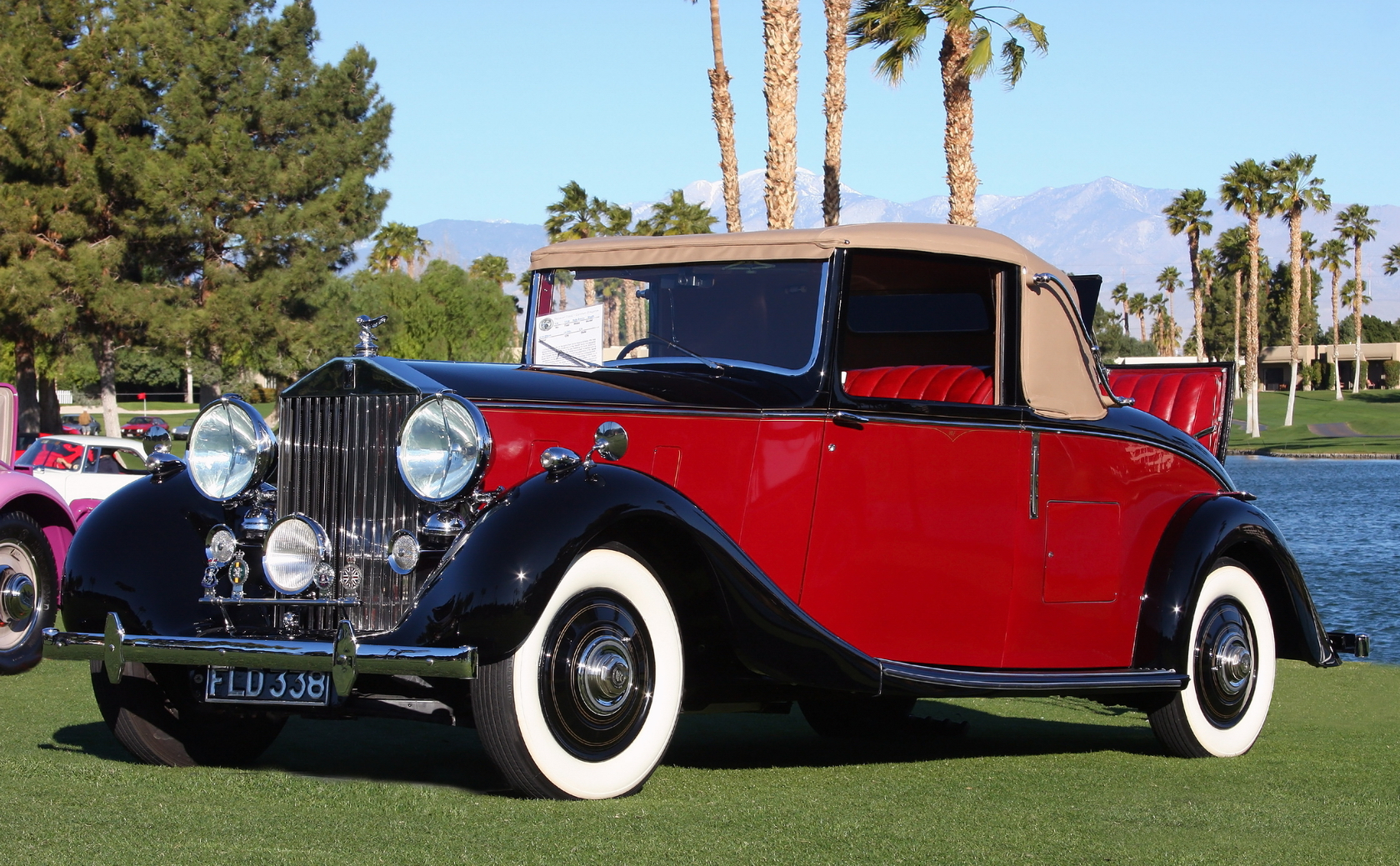
Rolls-Royce Wraith conversível 1938 pela Hooper

## Desempenho

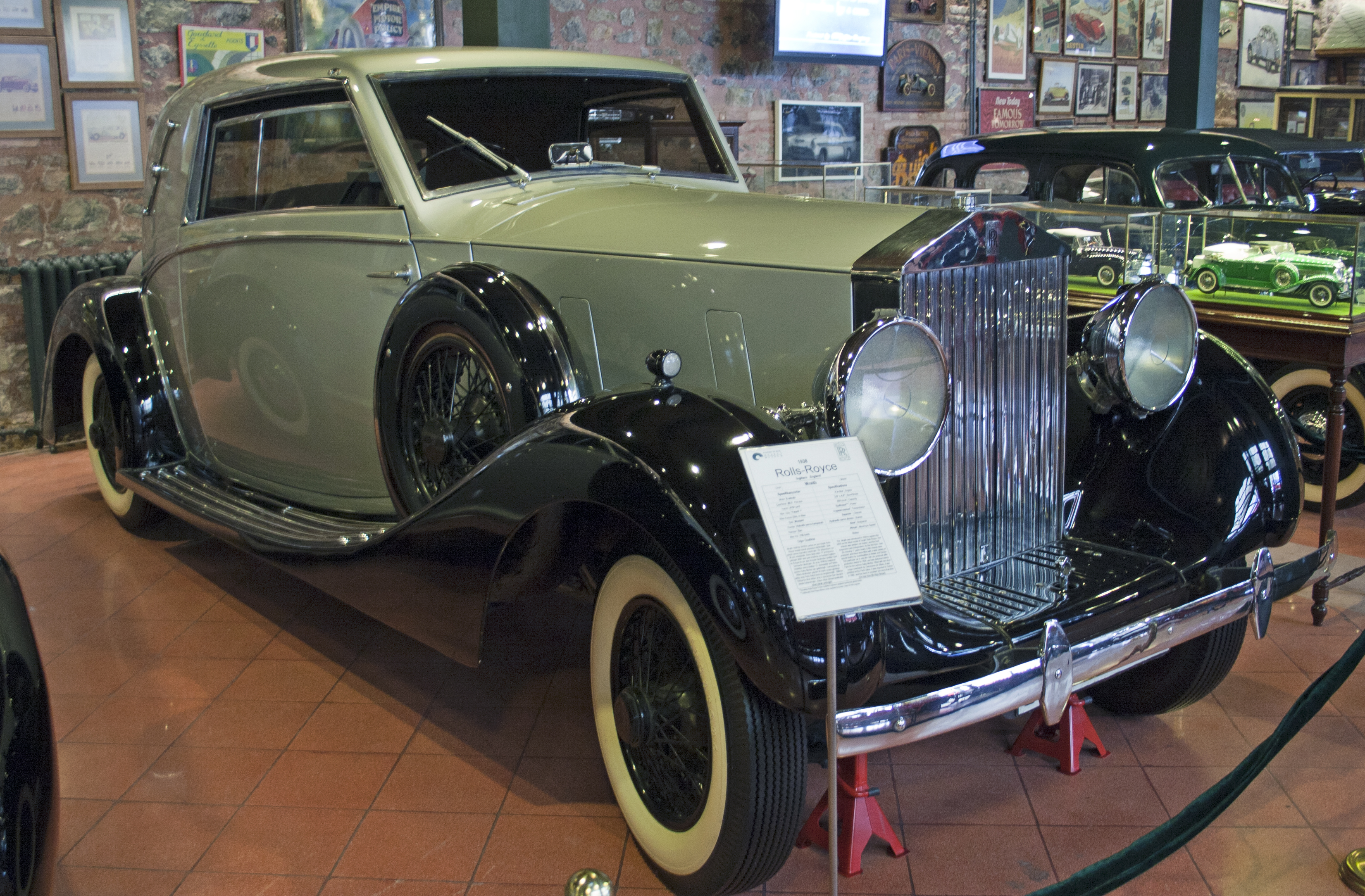
Rolls-Royce Wraith cupê 1938 pela De Villars (o décimo segundo Wraith produzido)

Carros baseados no chassi Wraith podiam atingir 137 km/h; isso dependia muito do peso e do estilo da carroceria. Em um teste realizado pela revista "The Motor" em outubro de 1938, foi registrado um tempo de 0 a 80 km/h de 16,4 segundos.

## Produção
Em 1938, um carro de turismo típico custava £ 1.700, incluindo o custo do chassi de £ 1.100. Foram fabricados 492 chassis. Embora os chassis tenham sido produzidos apenas em 1939, carros com datas de entrega e registro de 1940 ou posteriores não são incomuns. Alguns carros foram finalizados no início de 1940. Outros foram armazenados, vendidos e registrados pela primeira vez durante os anos de guerra. Alguns foram realmente envelopados durante o conflito. Além disso, 16 chassis pré-guerra foram envelopados no início de 1946 e devidamente entregues ao governo. O último Wraith foi entregue em 1947.